# الشمس في يوم غائم (رواية)
الشمس في يوم غائم رواية للكاتب السوري حنا مينه، صدرت عام 1973.

## عن الرواية
يقدم حنا مينا في روايته شخصيات متباينة بين الذين يفضلون أن يعيشوا كغيرهم، أو دمى بأيدي غيرهم، والذين يرغبون في أن يعيشوا الحياة لأنفسهم، بطريقتهم الخاصة دون الإستسلام لأي سلطة كانت (الوالدين، مكانة العائلة، العادات).
المقاربة بين الشمس في يوم غائم وبين رواية زوربا: كلا البطلين تمردا على المجتمع وعاداته ورقصا رقصتهما الأخيرة، إلا أن بطل حنا مينه كان جبانا ومتخاذلا وفي النهاية يخرج مخذولا مهزوما، أما زوربا فيخرج منتصرا.

### قصة الرواية
تتحدث عن فتى في الثامنة عشرة من عمره، طالب بكالوريا، متمرد له هواية أن يتعلم العزف على أي آلة موسيقية: عود، كمان، شبابة، كي يصبح موسيقيا. تعلّم الفتى الرقص على يد الخيّاط، وكان يتمتع كثيراً عندما تعلم رقصة الخنجر رغم أنها كانت خطرة. وعندما أدى الرقصة أمام حشد كبير خُيّل إليه أنّ روحاً جديدة حلّت به. الرقصة جلبت عليه رياح غضب الأسرة، إذ اعتبر والده أن هذه الرقصة مشينة. الخياط هو من علمه الرقص والعزف، وفي قبو الخياط تسكن امرأة تهوي بالفتى إلى ارتكاب الخطيئة، وفي آخر رقصة له كان المرأة تنظر إليه بعين التحدى والغيرة حتى فقد توازنه، ثم تنكشف العلاقة بينهما ما يشكل فضيحة مدوية، تؤثر على الجميع، فيختار الفتى الرحيل للخارج، ثم يقع الخياط ضحية لتهمة ظالمة حيث اتهموه بتحريض الفقراء على الأغنياء وتحريض الناس على الحكومة، فيقتلونه.